# 安土瓢箪山古墳
安土瓢箪山古墳（あづちひょうたんやまこふん）は、滋賀県近江八幡市安土町宮津にある古墳。形状は前方後円墳。国の史跡に指定されている（指定名称は「瓢箪山古墳」）。
滋賀県では最大規模の古墳で、4世紀中葉（古墳時代前期）頃の築造と推定される。

## 概要
滋賀県中部、琵琶湖東岸の観音寺山の西麓、繖山から延びる支脈尾根上に築造された大型前方後円墳である。かつて古墳の眼下には琵琶湖の内湖が広がり、湖に突き出す半島上に所在したとともに、背後には蒲生郡・甲賀郡へと続く主要路が通じた水陸交通の要衝の立地になる。1935-1936年（昭和10-11年）に発掘調査が実施されている。
墳丘は前方後円形で、前方部を北西方（平野側）に向ける。墳丘の段築は不明。墳丘長は134メートルを測り、滋賀県では最大規模になる。墳丘外表で葺石は明確でないが、円筒埴輪・底部穿孔壺などが検出されている。埋葬施設は、後円部における竪穴式石室（竪穴式石槨）3基、前方部における箱式石棺2基の計5基。これらの施設、特に中央石室からは多数の副葬品が検出されている。
この安土瓢箪山古墳は、古墳時代前期の4世紀中葉頃の築造と推定される。一帯では古代豪族の狭狭城山君（沙沙貴山君）の存在が知られることから、被葬者を狭狭城山君の首長に比定する説や、在地の狭狭城山君を牽制するために畿内ヤマト王権から派遣された人物に比定する説等が挙げられている。付近では近年に前期古墳として雪野山古墳（近江八幡市・東近江市・蒲生郡竜王町）が発見されており、本古墳との関係性が注目される。
古墳域は1957年（昭和32年）に国の史跡に指定されている。

## 遺跡歴
- 1935年（昭和10年）、箱式石棺発見。前方部の発掘調査（日本古文化研究所：梅原末治指導、1937年に報告書刊行）[8]。
- 1936年（昭和11年）、後円部の発掘調査（滋賀県：梅原末治指導、1938年に報告書刊行）[8]。
- 1957年（昭和32年）7月1日、「瓢箪山古墳」として国の史跡に指定[7]。
- 2000年（平成12年）1月31日、史跡範囲の一部解除[7]。

## 墳丘
墳丘の規模は次の通り。
- 墳丘長：134メートル
- 後円部
  - 直径：78メートル
  - 高さ：13メートル
- 前方部
  - 幅：62メートル
  - 高さ：7メートル
- くびれ部
  - 幅：56メートル

墳丘長に関してはかつて162メートルという数字が知られたが、近年の滋賀県教育委員会資料等では上記の134メートルとし、滋賀県立安土城考古博物館の展示説明では136メートルとする。

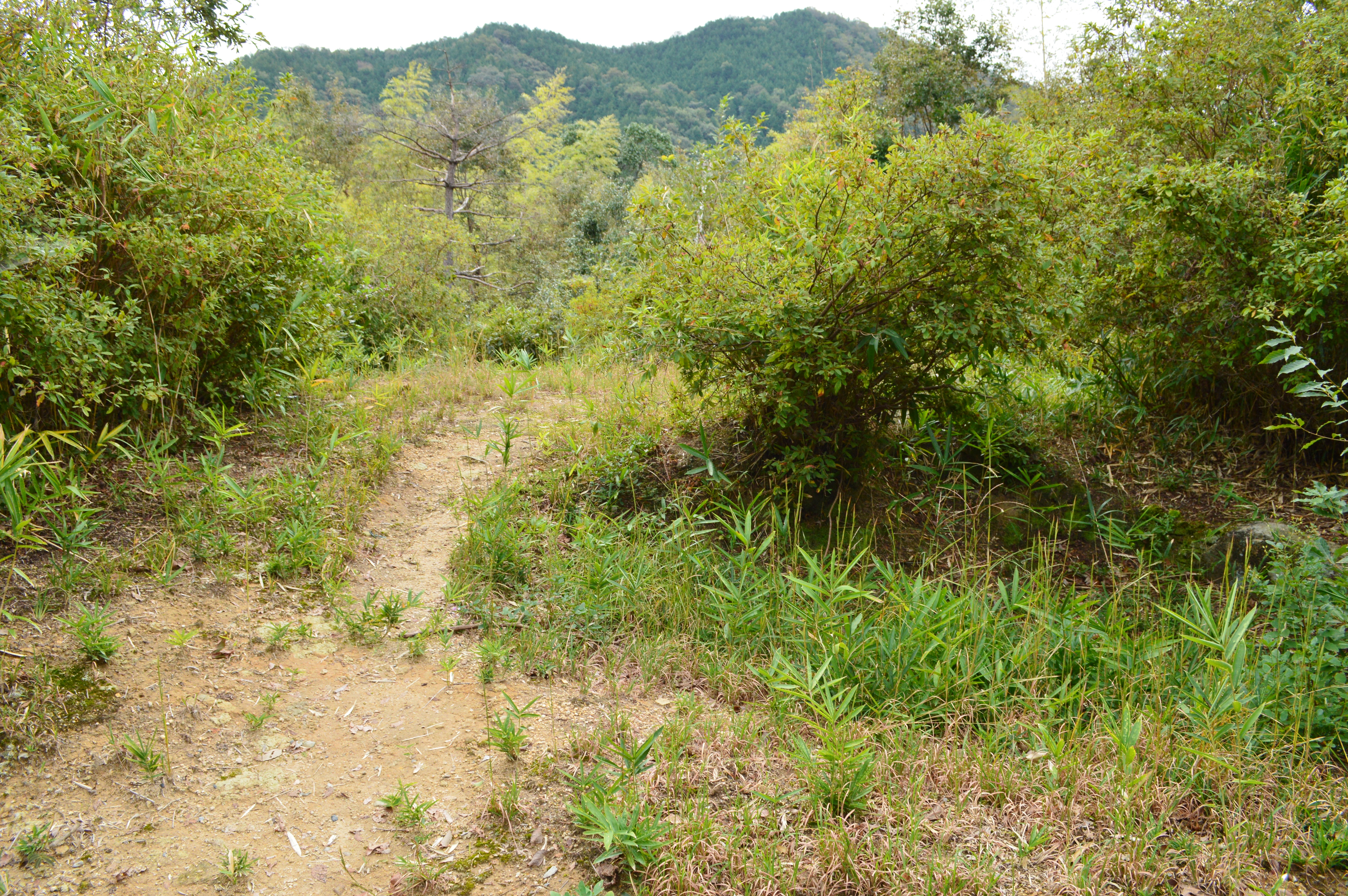
後円部墳頂
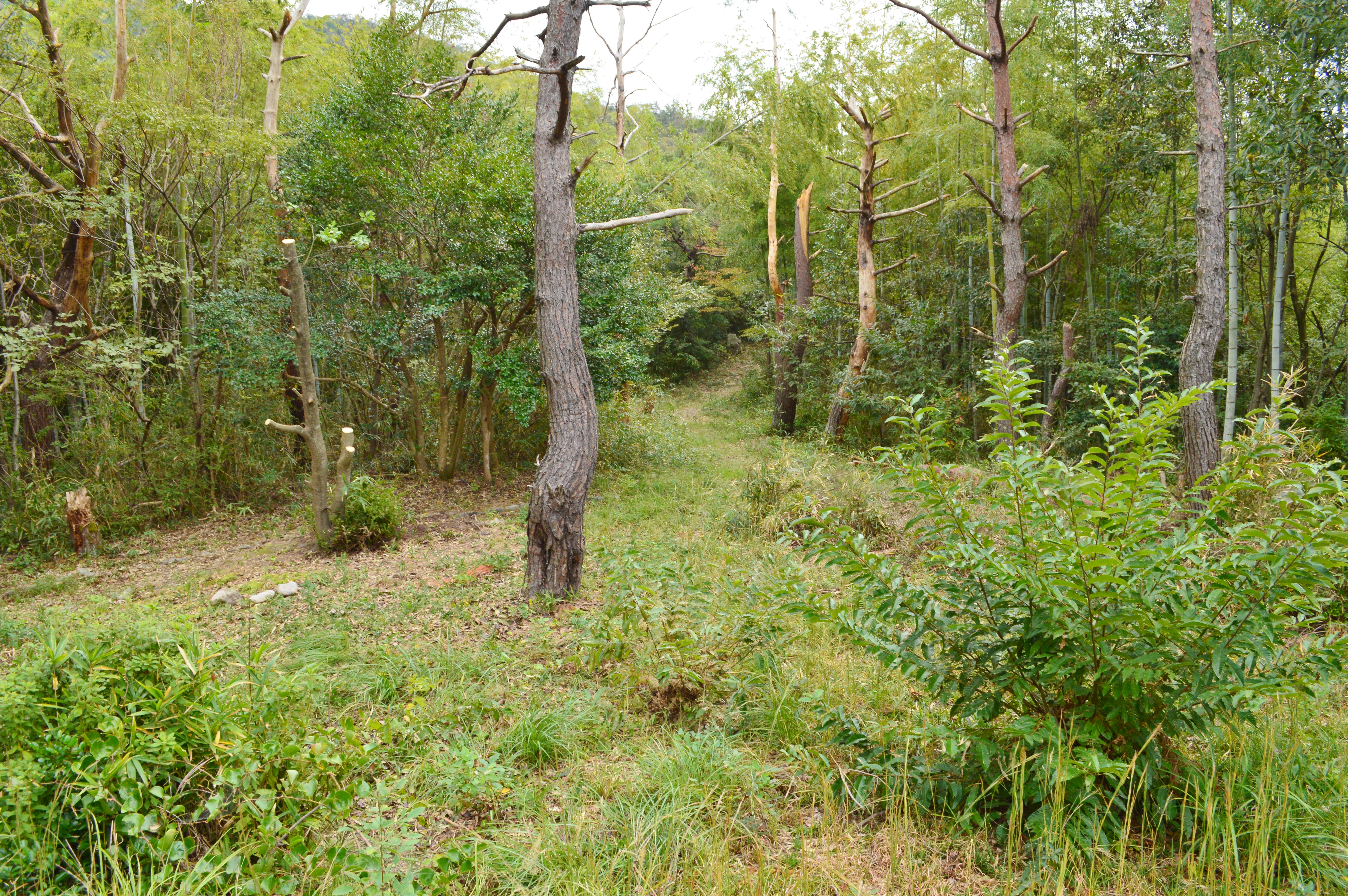
前方部から後円部を望む
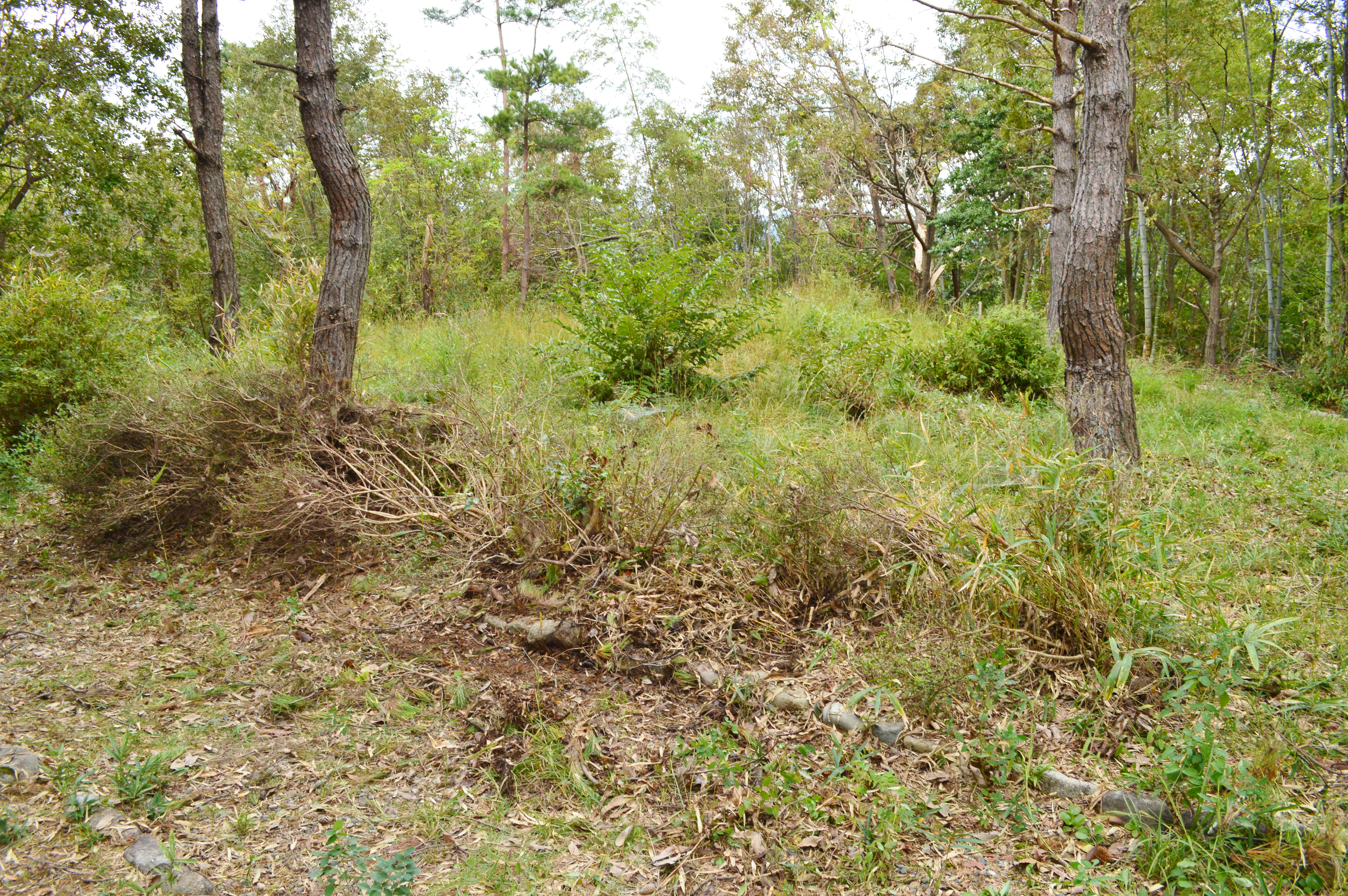
前方部墳頂
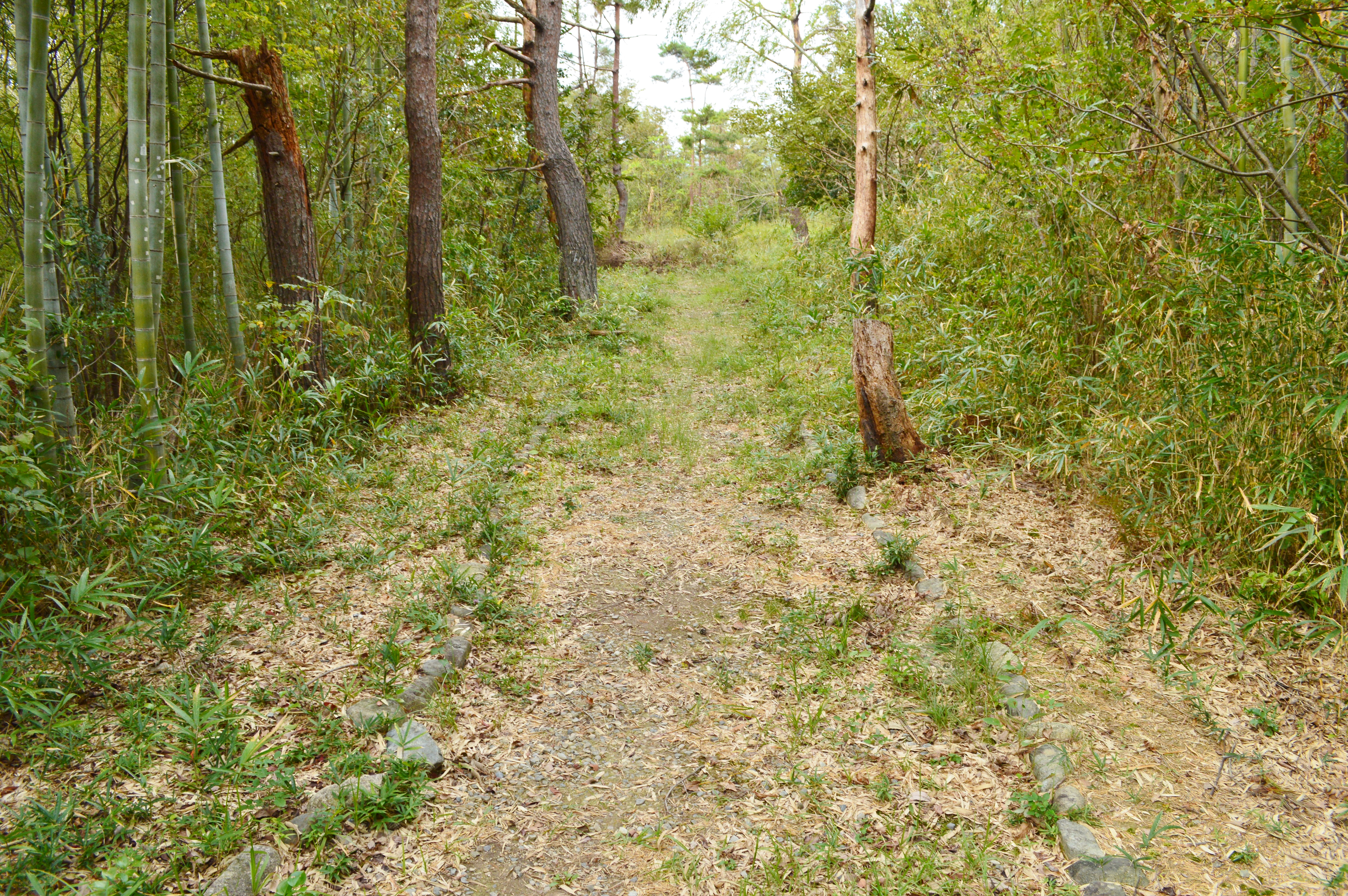
後円部から前方部を望む

## 埋葬施設

中央石室（復元）滋賀県立安土城考古博物館展示。

埋葬施設としては、後円部において竪穴式石室（竪穴式石槨）が3基、前方部において箱式石棺が2基（いずれも直葬）の計5基が構築されている。後円部の石室3基はいずれも石室主軸を墳丘主軸と直交する方向として並び、前方部の石棺2基は墳丘主軸と平行する方向として並ぶ。各施設の規模は次の通り。
- 後円部
  - 中央石室：長さ6.6メートル、幅1.3メートル、高さ1.08メートル
  - 西北石室：長さ6.9メートル、幅1.0メートル、高さ0.9メートル
  - 東南石室：長さ5.7メートル、幅0.75メートル、高さ不明
- 前方部
  - 第1石室：長さ1.9メートル、幅0.6メートル、高さ0.6メートル
  - 第2石室：長さ1.6メートル、幅0.7メートル、高さ0.6メートル

以上のうち、後円部の中央石室が主となる施設（最初に構築された施設）とされ、内部でコウヤマキ製の割竹形木棺の痕跡と粘土床が認められている。中央石室は割石の小口積み、西北石室・東南石室は塊石積みで時期差が認められる。これらの施設からは多数の副葬品（後述）が検出されている。
現在、中央石室の復元模型が滋賀県立安土城考古博物館で展示されている。

## 出土品

夔鳳鏡・二神龍虎鏡
（複製）滋賀県立安土城考古博物館展示。

鉄製品（複製）滋賀県立安土城考古博物館展示。

装身具・筒形銅器・銅鏃・鉄鏃（複製）滋賀県立安土城考古博物館展示。

1935-1936年（昭和10-11年）の発掘調査で確認された副葬品は次の通り。
|          | 後円部                                      | 後円部     | 後円部                    | 前方部                                         | 前方部 |
| 中央石室 | 西北石室                                    | 東南石室   | 第1石棺                   | 第2石棺                                        |        |
| -------- | ------------------------------------------- | ---------- | ------------------------- | ---------------------------------------------- | ------ |
| 鏡       | 夔鳳鏡1 二神二獣鏡1                         |            |                           |                                                |        |
| 装身具   | 管玉23 鍬形石1 石釧1 車輪石1                |            |                           | 管玉8 ガラス製小玉若干 琥珀製勾玉3 琥珀製丸玉3 |        |
| 武器     | 鉄剣14 鉄刀3 鉄鏃23 柳葉銅鏃30 筒形銅器2    | （伝）鉄刀 |                           |                                                |        |
| 武具     | 方形板革綴短甲1                             |            |                           |                                                |        |
| 農工具   | 鉄鎌3 刀子5 鉇4 鉄斧7 短冊形鉄板1 異形鉄器1 |            | 鉄斧2 刀子1 鈎状小金具256 |                                                |        |
| 備考     | 顎骨出土                                    |            |                           |                                                |        |

鏡のうち夔鳳鏡は中国鏡、二神二獣鏡は仿製鏡（国産鏡）とされる（梅原末治以来かつては二神二獣鏡も中国鏡とされた）。また出土品のうち、特に筒形銅器・方形板革綴短甲は朝鮮半島南東部地域との交流が示唆され、雪野山古墳の出土品が中国とのつながりを示唆することとの相違が注意される。
現在、出土遺物は京都大学総合博物館で保管されている。また一部の複製品が滋賀県立安土城考古博物館で展示されている。

## 文化財

### 国の史跡
- 瓢箪山古墳 - 1957年（昭和32年）7月1日指定、2000年（平成12年）1月31日に史跡範囲の一部解除[7]。

## 現地情報
所在地
- 滋賀県近江八幡市安土町宮津[注 2]

交通アクセス
- 西日本旅客鉄道（JR西日本）東海道本線（琵琶湖線） 安土駅から、徒歩約25分[5]

関連施設
- 滋賀県立安土城考古博物館（近江八幡市安土町下豊浦） - 安土瓢箪山古墳の復元中央石室・複製出土品等を展示。
- 京都大学総合博物館（京都府京都市） - 安土瓢箪山古墳の出土遺物を保管。

周辺
- 沙沙貴神社

## 関連文献
（記事執筆に使用していない関連文献）
- 「近江安土瓢箪山古墳」『日本古文化研究所報告 第4』日本古文化研究所、1937年。
- 「安土村瓢箪山古墳」『滋賀県史蹟調査報告 第7冊』滋賀県、1938年。